# Philygria debilis
Philygria debilis är en tvåvingeart som beskrevs av Friedrich Hermann Loew 1861. Philygria debilis ingår i släktet Philygria och familjen vattenflugor. Inga underarter finns listade i Catalogue of Life.